# Triazolita
La triazolita és un mineral de la classe dels minerals orgànics. Rep el nom per la presència d’anions 1,2,4-triazolats.

## Característiques
La triazolita és un compost orgànic de fórmula química NaCu₂(N₃C₂H₂)₂(NH₃)₂Cl₃·4H₂O. Va ser aprovada com a espècie vàlida per l'Associació Mineralògica Internacional l'any 2017, sent publicada per primera vegada el 2018. Cristal·litza en el sistema ortoròmbic. La seva duresa a l'escala de Mohs és 2.
L'exemplar que va servir per a determinar l'espècie, el que es coneix com a material tipus, es troba conservat a les col·leccions del Museu Mineralògic Fersmann, de l'Acadèmia de Ciències de Rússia, a Moscú (Rússia), amb el número de registre: 5037/1.

## Formació i jaciments
Va ser desoberta a Pabellón de Pica, a la localitat de Chanabaya (Província d'Iquique, Tarapacá, Xile). Es tracta de l'únic indret de tot el planeta on ha estat descrita aquesta espècie mineral.